# Enoch Light
Enoch Henry Light (Canton, 18 agosto 1907 – New York, 31 luglio 1978) è stato un compositore, produttore discografico e bandleader statunitense.

## Biografia

### Gioventù e formazione
Light nacque a Canton, nell'Ohio, il 18 agosto 1907. Formò la sua prima orchestra mentre studiava all'Università Johns Hopkins. Tra il 1928 e il 1929 egli organizzò una serie di concerti assieme al suo complesso in Europa e imparò il mestiere del direttore d'orchestra al Mozarteum di Salisburgo e all'Opéra-Comique di Parigi. Light studiò anche presso l'Università statale dell'Ohio e l'Università di Pittsburgh.

### Carriera

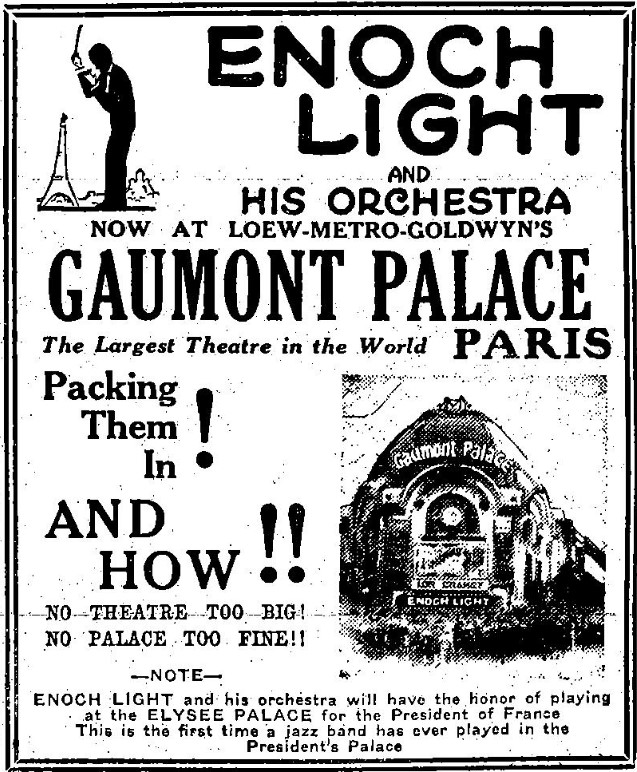
Annuncio sulla rivista Variety, pubblicato nel 1928, inerente a Enoch Light and his Orchestra

Le orchestre che Light diresse negli anni trenta suonarono dal vivo in hotel, sale da ballo e teatri oltre a prendere parte a varie registrazioni. Il compositore fu però costretto a interrompere la sua carriera per un paio di anni quando fu vittima di un incidente stradale nel 1940. Dal momento che, durante la seconda guerra mondiale, l'epoca d'oro delle big band era finita, Light decise di focalizzare la sua attenzione sulla musica commerciale registrata.
Tra la fine degli anni cinquanta e l'inizio degli anni sessanta, Enoch Light pubblicò molti album di vari generi musicali servendosi di vari pseudonimi. Tra questi si possono segnalare Persuasive Percussion (1959), che, oltre a rivelarsi uno dei venticinque album più venduti di sempre, si collocò al primo posto della classifica di Billboard Ebbe successo anche il successivo Stereo 35/MM (1961), che riuscì a rimanere al primo posto della graduatoria per sette settimane. Le pubblicazioni di Light uscirono per la Grand Award Records, da lui fondata nel 1955. Nel 1959 egli inaugurò un'altra etichetta che prende il nome di Command Records. Durante il mese di ottobre dello stesso anno, la ABC-Paramount Records acquistò entrambe le case discografiche di Light. Light divenne il presidente e dirigente A&R della Grand Award.

### Morte
Light morì il 31 luglio 1978, al Mount Sinai Hospital di New York City, all'età di 71 anni. È sepolto presso l'Umpawaug Cemetery di Redding, nel Connecticut.

## Vita privata
Light sposò l'attrice e cantante Mary Danis, che prese parte ad alcune registrazioni. Light e Danis avevano due figlie.

## Discografia parziale

### Album in studio
- 1959 – Persuasive Percussion (come Enoch Light and the Command All-Stars)
- 1961 – Stereo 35/MM (come Enoch Light And His Orchestra)
- 1963 – 1963-The Year’s Most Popular Themes (come Enoch Light and His Orchestra)
- 1964 – Rome 35/MM (come Enoch Light and His Orchestra)
- 1964 – Dimension "3" (come Enoch Light and the Light Brigade)
- 1964 – Command Performances
- 1964 – Great Themes from Hit Films (come Enoch Light and His Orchestra)
- 1964 – Discotheque Dance...Dance...Dance (come Enoch Light and His Orchestra)
- 1965 – Magnificent Movie Themes (come Enoch Light and the Light Brigade)
- 1967 – Film on Film - Great Movie Themes
- 1967 – Spanish Strings (come Enoch Light and the Light Brigade)
- 1969 – Enoch Light & The Brass Menagerie
- 1970 – Spaced Out
- 1971 – Big Band Hits Of The 30’s & 40’s! (come Enoch Light and the Light Brigade)